# ۲-متیل‌نفتالن-۴٬۱-دی‌آمین
۲-متیل‌نفتالن-۴٬۱-دی‌آمین(به انگلیسی: 2-Methylnaphthalene-1,4-diamine) یک آنالوگ مصنوعی منادیون با فعالیت ویتامین K است.
۲-متیل‌نفتالن-۴٬۱-دی‌آمین اولین بار در سال ۱۹۲۵ سنتز شد. در سال ۱۹۴۲ دو گروه تحقیقاتی مختلف فعالیت ویتامین K این ترکیب را کشف کردند. این ماده با هیدروکلریک اسید یک نمک دی‌هیدروکلراید (C۱۱H۱۴Cl۲N۲) تشکیل می‌دهد و یکی از گروه‌های تحقیقاتی فوق‌الذکر نام ویتامین K6 را برای این نمک پیشنهاد کرد.
۲-متیل‌نفتالن-۴٬۱-دی‌آمین و نمک دی‌هیدروکلرید آن را می‌توان از ۲-متیل‌نفتالین یا آنالوگ نزدیک آن تولید کرد. نمک دی هیدروکلراید این ماده بدون ذوب شدن در حدود ۳۰۰ درجه سانتی گراد سیاه می‌شود.
سمیت خوراکی دی‌هیدروکلراید این ماده برای موش‌های صحرایی تقریباً مشابه ۴-آمینو-۲-متیل-۱-نفتول هیدروکلراید است.